# Convención de Chinandega
La Convención de Chinandega fue la primera de las múltiples conferencias unionistas centroamericanas del siglo XIX, instalada el 17 de marzo de 1842 en la ciudad de Chinandega, Nicaragua, con participación de representantes de los Estados de El Salvador, Honduras y Nicaragua. 
Al término de la convención, el 17 de julio de 1842, se firmó el Pacto de Chinandega, mediante el cual se creó la Confederación de Centroamérica, que tendría un Poder Ejecutivo (a ser ejercido por un Supremo Delegado), un Poder Legislativo y un Poder Judicial comunes y una única representación exterior.
Los tres Estados participantes en la Convención ratificaron el pacto, Guatemala y Costa Rica fueron invitadas a adherirse al pacto. Guatemala se abstuvo de hacerlo, y Costa Rica se adhirió condicionalmente el 6 de diciembre de 1843, con una serie de propuestas de reformas al convenio. Estas no fueron consideradas y por lo tanto la adhesión de Costa Rica no llegó a tener efecto.
La Confederación que se disolvió de hecho a medidaos de 1845 a causa de las rivalidades provocadas por los gobiernos consevadores y liberales en cada uno de los Estados miembros.